# Val di Fundres
La val di Fundres è una valle delle Alpi Orientali, laterale della val Pusteria. Si tratta della terza valle a nord della val Pusteria nella direzione ovest-est, dopo le valli di Valles e di Altafossa; rispetto a queste due è più lunga, ma meno larga. Vi sono ben tre paesi, dal più a valle al più a monte: Vandoies di sotto, Vallarga e Fundres (da cui ha preso il nome). Le due principali località sono Via dei Carrettai e Dun.
La valle in località Dun, verso la fine, si divide in due, una verso la valle di Valles e una verso il Gran Pilastro.

## Vette della Valle
- Gran Pilastro - 3.509 m
- Cima Grava o Grabspitz - 3.059 m
- Cima di Valmala o Wurmaulspitze - 3.022 m
- Monte Gruppo - 2.809 m
- Seefeldspitz - 2.715 m
- Monte Dungelstein - 2.698 m
- Feldspitz - 2.581 m
- Monte Cuzzo o Gitschberg - 2.510 m
- Monte Kleingitsch - 2.262 m
- Monte Stollberg - 1.827 m